# Diocesi di Attea
La diocesi di Attea (in latino: Dioecesis Attaeatana) è una sede soppressa del patriarcato di Costantinopoli e una sede titolare della Chiesa cattolica.

## Storia
Attea, identificabile con Dikeliköy nell'odierna Turchia, è un'antica sede episcopale della provincia romana di Asia nella diocesi civile omonima. Faceva parte del patriarcato di Costantinopoli ed era suffraganea dell'arcidiocesi di Efeso.
La diocesi è sconosciuta a Michel Le Quien nella sua opera Oriens christianus e nessuno dei suoi vescovi è noto dalle fonti storiche.
Dal XX secolo Attea è annoverata tra le sedi vescovili titolari della Chiesa cattolica; la sede è vacante dal 10 marzo 1967. Sono stati titolari: Fortunado Devoto, vescovo ausiliare di Buenos Aires in Argentina; Eduardo Martínez González, vescovo ausiliare di Toledo in Spagna; e Vitale Bonifacio Bertoli, vicario apostolico di Tripoli in Libia.

## Cronotassi dei vescovi titolari
- Fortunado Devoto † (2 settembre 1927 - 29 giugno 1941 deceduto)
- Eduardo Martínez González † (29 marzo 1942 - 14 dicembre 1950 nominato vescovo di Zamora)
- Vitale Bonifacio Bertoli, O.F.M. † (5 aprile 1951 - 10 marzo 1967 deceduto)